# Косецкая, Евгения Андреевна
Евгения Андреевна Косецкая (16 декабря 1994, Челябинск, Россия) — российская бадминтонистка. Призёр Европейских игр, Чемпионата Европы, участница Олимпийских игр 2020 года в Токио.

## Спортивная карьера
20 июля 2012 года ей было присвоено звание мастер спорта России. 15 января 2015 года ей было присвоено звание мастер спорта России международного класса. 25 июня 2015 года в Баку, вместе с Екатерина Болотовой дошла до финала Европейских игр, где уступили дуэту из Болгарии Габриеле и Стефани Стоевым, став серебряным призёром в парном разряде. В феврале 2018 года в составе сборной России стала обладателем бронзовой медали командного чемпионата Европы в парном разряде. В июне 2019 года в Минске она завоевала бронзовую медаль на Европейских играх в одиночном разряде. 